# Domingo (álbum de Caetano Veloso y Gal Costa)
Domingo es el álbum debut de Caetano Veloso y Gal Costa, lanzado en 1967. El álbum fue grabado antes del movimiento tropicália, siendo más suave que los álbumes lanzados en solitario de ambos artistas un año después, y este le continua a la Bossa Nova. El apellido de Caetano es deletreado, en la portada, con dos Ls, en lugar de su apellido actual, que usaría para su siguiente álbum. La canción de apertura, Coração Vagabundo sigue siendo muy famosa en Brasil.

## Listado de canciones
Todas las canciones están escritas por Caetano Veloso, excepto las indicadas:

| N.º   | Título                                         | Duración |  |
| 1.    | «Coração vagabundo»                            | 2:25     |  |
| 2.    | «Onde eu nasci passa um rio»                   | 1:59     |  |
| 3.    | «Avarandado»                                   | 2:45     |  |
| 4.    | «Um dia»                                       | 3:11     |  |
| 5.    | «Domingo»                                      | 1:25     |  |
| 6.    | «Nenhuma dor» (Caetano Veloso/Torquato Neto)   | 1:33     |  |
| 7.    | «Candeias» (Edu Lobo)                          | 3:11     |  |
| 8.    | «Remelexo»                                     | 1:54     |  |
| 9.    | «Minha senhora» (Caetano Veloso/Torquato Neto) | 4:14     |  |
| 10.   | «Quem me dera»                                 | 3:24     |  |
| 11.   | «Maria Joana» (Sidney Miller)                  | 1:42     |  |
| 12.   | «Zabelê» (Caetano Veloso/Torquato Neto)        | 2:49     |  |
| 31:02 |                                                |          |  |

## Personal
- Gal Costa - intérprete
- Seigen Ono - masterización
- Caetano Veloso - guitarra y vocales